# دایکی هاشیوکا
دایکی هاشیوکا (انگلیسی: Daiki Hashioka؛ زادهٔ ۱۷ مهٔ ۱۹۹۹) بازیکن فوتبال اهل ژاپن است.که در باشگاه فوتبال لوتون تاون در پست مدافع بازی می کند.
از باشگاه‌هایی که در آن بازی کرده‌است می‌توان به باشگاه فوتبال اوراوا رد دیاموندز اشاره کرد.